# Liste des accidents ferroviaires en France
La liste des accidents ferroviaires en France est constituée de plusieurs pages :
- Liste des accidents ferroviaires en France au XIXe siècle (page d'accueil)
  - Années 1830
  - Années 1840
  - Années 1850
  - Années 1860
  - Années 1870
  - Années 1880
  - Années 1890
- Liste des accidents ferroviaires en France au XXe siècle (page d'accueil)
  - Années 1900 (1900 • 1901 • 1902 • 1903 • 1904 • 1905 • 1906 • 1907 • 1908 • 1909)
  - Années 1910 (1910 • 1911 • 1912 • 1913 • 1914 • 1915 • 1916 • 1917 • 1918 • 1919)
  - Années 1920 (1920 • 1921 • 1922 • 1923 • 1924 • 1925 • 1926 • 1927 • 1928 • 1929)
  - Années 1930 (1930 • 1931 • 1932 • 1933 • 1934 • 1935 • 1936 • 1937 • 1938 • 1939)
  - Années 1940
  - Années 1950
  - Années 1960
  - Années 1970
  - Années 1980
  - Années 1990
- Liste des accidents ferroviaires en France au XXIe siècle (page d'accueil)
  - Années 2000
  - Années 2010
  - Années 2020